# Hockey Bassano 2022-2023
Questa voce raccoglie le informazioni riguardanti l'Hockey Bassano nelle competizioni ufficiali della stagione 2022-2023.

## Maglie e sponsor
Lo sponsor ufficiale per la stagione 2022-2023 è la Ubroker.
| 1ª divisa | 2ª divisa |

## Organico

### Giocatori
| N° | Naz.                  | Ruolo | Sportivo         |  |  |  |
| -- | --------------------- | ----- | ---------------- |  |  |  |
| 2  | Italia (bandiera)     | D     | Samuel Amato     |  |  |  |
| 5  | Italia (bandiera)     | A     | Alberto Pozzato  |  |  |  |
| 4  | Italia (bandiera)     | D     | Guido Sgaria     |  |  |  |
| 7  | Italia (bandiera)     | D     | Mattia Baggio    |  |  |  |
| 9  | Italia (bandiera)     | A     | Samuele Muglia   |  |  |  |
| 11 | Italia (bandiera)     | P     | Cesar Bertuzzo   |  |  |  |
| 20 | Italia (bandiera)     | D     | Jacopo Geremia   |  |  |  |
| 22 | Spagna (bandiera)     | A     | Pablo Cancela    |  |  |  |
| 23 | Spagna (bandiera)     | D     | Marc Coy         |  |  |  |
| 32 | Portogallo (bandiera) | P     | Francisco Veludo |  |  |  |
| 58 | Italia (bandiera)     | A     | Andrea Scuccato  |  |  |  |

### Staff tecnico
- Allenatore:  Miguel Viterbo

## Mercato
| Acquisti | Acquisti         | Acquisti                    | Acquisti |
| R.       | Nome             | da                          |          |
| -------- | ---------------- | --------------------------- | -------- |
| P        | Cesar Bertuzzo   | Bassano (Settore giovanile) |          |
| A        | Alberto Pozzato  | Sandrigo                    |          |
| P        | Francisco Veludo | Sporting Tomar              |          |

| Cessioni | Cessioni          | Cessioni         | Cessioni |
| R.       | Nome              | a                |          |
| -------- | ----------------- | ---------------- | -------- |
| A        | Federico Ambrosio | Forte dei Marmi  |          |
| P        | Adrià Català      | Sandrigo         |          |
| P        | Edi Nicoletti     | Termine carriera |          |